# كيري ماكغريغور
كيري ماكغريغور (بالإنجليزية: Kerry McGregor)‏ (ولدت 30 أكتوبر 1974 - وتوفيت 4 يناير 2012) مغنية وكاتبة أغاني وممثلة من غرب لوثيان. كان لها حضور قوي في الموسم الثالث من ذا إكس فاكتور، حيث تم تبنيها في المسابقة من قبل شارون أوزبورن. توفيت في 4 يناير 2012 بسبب مضاعفات مرضها بسرطان المثانة، التي عانت منه لسنوات.

## روابط خارجية
- كيري ماكغريغور على موقع IMDb (الإنجليزية)
- كيري ماكغريغور على موقع ديسكوغز (الإنجليزية)
- كيري ماكغريغور على موقع كينوبويسك (الروسية)